# Euthalia pseudosalia
Euthalia pseudosalia är en fjärilsart som beskrevs av Hans Fruhstorfer 1906. Euthalia pseudosalia ingår i släktet Euthalia och familjen praktfjärilar. Inga underarter finns listade i Catalogue of Life.